# 橘龍丸
橘龍丸（日语：／ Tachibana Tatsumaru，1991年4月21日—）是日本男聲優，隸屬於Stay Luck。

## 配音作品
- 粗體字為主要角色

### 電視動畫
2019年
- 賢者之孫（魔人）
- 歌舞伎町夏洛克（小林寅太郎）
- 真·中華一番！（鳳凰飯店料理人、料理人、広州料理界料理人、ヨン、男たち、組合長）

2020年
- 織田肉桂信長（鎬藤四郎吉光）
- 高校之神（陳毛利）
- 全員惡玉（警備員）
- 魔法科高中的劣等生 来訪者篇（印歐混血青年、拔刀隊）

2021年
- BEASTARS（浣熊）
- 真·中華一番！第2期（黄ターレン、麟厨師たち、町人C、町人、街の人々、村の男、麟厨師）
- BACK ARROW（布魯）
- 轉生成蜘蛛又怎樣！（達拉德）
- 境界觸發者（樫尾由多嘉）
- 如果這叫愛情感覺會很噁心（男性社員B、男性部下）
- 寶可夢 旅途（楚法）
- EDENS ZERO 伊甸星原（賈米諾夫／蜘蛛）
- 暗黑企業的迷宮（社畜2、民3、兔子2、兵1）
- 漂流少年（淺間、佐多、學生）
- 入間同學入魔了！（艾特利）
- 歌劇少女！！（男學生B）
- 藍色時期（歌島）
- 進化果實～不知不覺踏上勝利的人生～（高宮翔太）
- 海賊王女（希望號員）
- BORUTO-火影新世代-NARUTO NEXT GENERATIONS-（ジュジュマル）

2022年
- 幻想三國誌 -天元靈心記-（士兵A、賊徒）
- 白領羽球部（隊友）
- 群青的開幕曲（櫻庭惣司朗）
- 青之蘆葦（大友榮作）
- 試證明理科生已墜入情網。r=1-sinθ（不良C）
- 惑星公主蜥蜴騎士（阿尼姆斯）
- 聖劍傳說 Legend of Mana -The Teardrop Crystal-（大衛）
- 孤獨搖滾！（たっくん）
- Saint Seiya, Legend of Justice 聖鬥士星矢(該隱。亞伯)

2023年
- 真·進化果實～不知不覺踏上勝利的人生～（高宮翔太）
- 海盜戰記 SEASON 2（金魚眼）
- Fate/strange Fake -Whisper of Dawn-（捷斯塔·卡托雷[1]）
- 勇者赫魯庫（赫魯庫的馬）
- 七魔劍支配天下（費伊·威爾諾克[2]）
- 聖魔大戰 BIKKURI-MEN（傑克[3]）
- 『催眠麥克風-Division Rap Battle-』Rhyme Anima +（Sea Jack Rapper）
- 某大叔的VRMMO活動記（涅札[4]）
- 藥師少女的獨語（馬閃[5]）
- 催眠麥克風（被實驗者）
- 川越男子合唱團（小嵐然[6]）
- 靠著魔法藥水在異世界活下去！（克洛維斯）

2024年
- 秒殺外掛太強了，異世界的傢伙們根本就不是對手。（福原禎章、利克特、警備員、牛尾真也）
- BUCCHIGIRI?!（桃足四十郎）
- 月光下的異世界之旅 第二幕（戰部出雲[7]）
- HIGH CARD 至高之牌（年輕騎士）
- 肌肉魔法使-MASHLE- 神覺者候補選拔試驗篇（希特·寶貝）
- 魔法科高中的劣等生 第3期（七寶琢磨[8]）
- 黑執事 寄宿學校篇（格雷戈利·拜歐雷特[9]）
- 隔壁的妖怪鄰居（小林弁丸[10]）
- 轉生為第七王子，隨心所欲的魔法學習之路（近衛兵）
- 聲優廣播的幕前幕後（清水）
- 我的英雄學院 第7期（KUNIEDA）
- 忍者神威（Joseph[11]）
- 神之塔 第2期（有傑[12]）
- 刀劍神域外傳 Gun Gale Online II（T-S）
- 沒能成為魔法師的女孩子的故事（魔術研副部長[13]）
- BLUE LOCK 藍色監獄 VS. U-20 JAPAN（皿斑海琉、上班族B）
- 重啟人生的千金小姐正在攻略龍帝陛下（齊克[14]）
- 地。-關於地球的運動-（代闘士）
- 尋神的旅途（鎧糸[15]）
- 星辰墜落之國的妮娜（近衛隊長）
- 最狂輔助職業【話術士】世界最強戰團聽我號令（亞爾巴特·岡畢諾[16]）
- 成為名留歷史的壞女人吧（男學生）
- 膽大黨（學生B）

2025年
- 費馬的料理（孫六[17]）
- 公爵千金的家庭教師（理查·鈴斯特[18]）
- SAKAMOTO DAYS 坂本日常（軟柔[19]）
- Fate/strange Fake（捷斯塔·卡托雷[20]）

### 外語配音

#### 動畫
2024年
- 天官賜福（戚容[21]）
- 龍族 -The Blazing Dawn-（芬格爾·馮·弗林斯[22]）

## 外部連結
- 經紀公司個人資料頁（日語）
- 橘龍丸的X（前Twitter）（日語）

1. ↑  . Comic Natalie. 2022-12-31  [2022-12-31]. （原始内容存档于2023-01-02） （日语）.
2. ↑  . Comic Natalie. 2023-08-22  [2023-08-22]. （原始内容存档于2023-08-25） （日语）.
3. ↑  . Comic Natalie. 2023-07-13  [2023-07-13]. （原始内容存档于2023-07-13） （日语）.
4. ↑  . Comic Natalie. 2023-10-27  [2023-10-27]. （原始内容存档于2023-11-01） （日语）.
5. ↑  . Comic Natalie. 2023-11-03  [2023-11-03]. （原始内容存档于2023-11-07） （日语）.
6. ↑  . Comic Natalie. 2023-09-15  [2023-09-15]. （原始内容存档于2023-10-14） （日语）.
7. ↑  . Comic Natalie. 2023-11-22  [2023-11-22]. （原始内容存档于2023-11-22） （日语）.
8. ↑  . Comic Natalie. 2024-01-04  [2024-01-04]. （原始内容存档于2024-01-11） （日语）.
9. ↑  . Comic Natalie. 2024-02-16  [2024-02-16]. （原始内容存档于2024-03-07） （日语）.
10. ↑  . Comic Natalie. 2024-02-22  [2024-02-22]. （原始内容存档于2024-02-22） （日语）.
11. ↑  . Comic Natalie. 2024-06-24  [2024-06-24]. （原始内容存档于2024-06-25） （日语）.
12. ↑  . Comic Natalie. 2024-08-18  [2024-08-18]. （原始内容存档于2024-09-11） （日语）.
13. ↑  . Comic Natalie. 2024-07-25  [2024-07-25]. （原始内容存档于2024-07-26） （日语）.
14. ↑  . Comic Natalie. 2024-06-08  [2024-06-08]. （原始内容存档于2024-06-09） （日语）.
15. ↑  . Comic Natalie. 2024-08-27  [2024-08-27] （日语）.
16. ↑  . Comic Natalie. 2024-09-13  [2024-09-13]. （原始内容存档于2024-09-15） （日语）.
17. ↑  . Comic Natalie. 2025-03-23  [2025-03-23]. （原始内容存档于2025-03-23） （日语）.
18. ↑  . Comic Natalie. 2025-08-02  [2025-08-02] （日语）.
19. ↑  . Comic Natalie. 2025-08-12  [2025-08-12] （日语）.
20. ↑  . Comic Natalie. 2024-12-31  [2024-12-31]. （原始内容存档于2025-01-02） （日语）.
21. ↑  . アニプレックス. 2024-01-07  [2024-01-07]. （原始内容存档于2024-04-19） （日语）.
22. ↑  . Comic Natalie. 2024-03-22  [2024-03-22]. （原始内容存档于2024-03-27） （日语）.